# Mahmoud Abouelregal
Mahmoud Ahmed Kamel Abouelregal (* 2. Februar 1984) ist ein ägyptischer Fußballschiedsrichterassistent. Er steht als dieser seit 2015 auf der Liste der FIFA-Schiedsrichter.

## Karriere
Als Assistent begleitete er schon seit mindestens der Saison 2019/20 Spiele der ägyptischen Premier League. Beim CAF Confederation Cup war er auch schon als Video-Assistent im Einsatz. Zur Weltmeisterschaft 2022 wurde er als einziger Ägypter ins Aufgebot der Assistenten berufen.